# Marlène Jobertová
Marlène Jobertová, nepřechýleně Jobert (* 4. listopadu 1940, Alžír, Alžírsko), je francouzská výtvarnice, herečka, zpěvačka, textařka a autorka knih pro děti. Je dcerou italské herečky Elsy Lunghini, matkou herečky Evy Greenové a tetou herečky Josephine Jobert.
Vystudovala herectví a výtvarné umění a v roce 1963 se stala divadelní herečkou. Ve filmu debutovala v roce 1966 a následně se stala jednou z nejoblíbenějších francouzských filmových a televizních hereček. Kromě herectví se věnuje také psaní knih pro děti a je příležitostnou textařkou a zpěvačkou.
V roce 1999 s ní Česká televize provedla rozhovor v rámci cyklu Francouzské rozhovory. Její českou dabérkou bývá obvykle Libuše Švormová.

## Život a kariéra
Marlène Jobert se narodila a vyrůstala v Alžíru jako nejmladší ze tří sourozenců. Její matka byla italská herečka Elsa Lunghini. Když jí bylo jedenáct let, rodina se přestěhovala do Francie, kde absolvovala čtyřleté studium výtvarného umění. Původně chtěla být výtvarnicí nebo módní návrhářkou. Ještě během studií výtvarného umění také začala hrát amatérsky divadlo a vystupovat v krátkých skečích během koncertů hudební skupiny svého bratra. Herectví se jí nakonec zalíbilo natolik, že jej posléze studovala na Státní konzervatoři v Dijonu a v Paříži. Během svých studií pracovala jako filmová statistka, fotomodelka a reklamní výtvarnice.

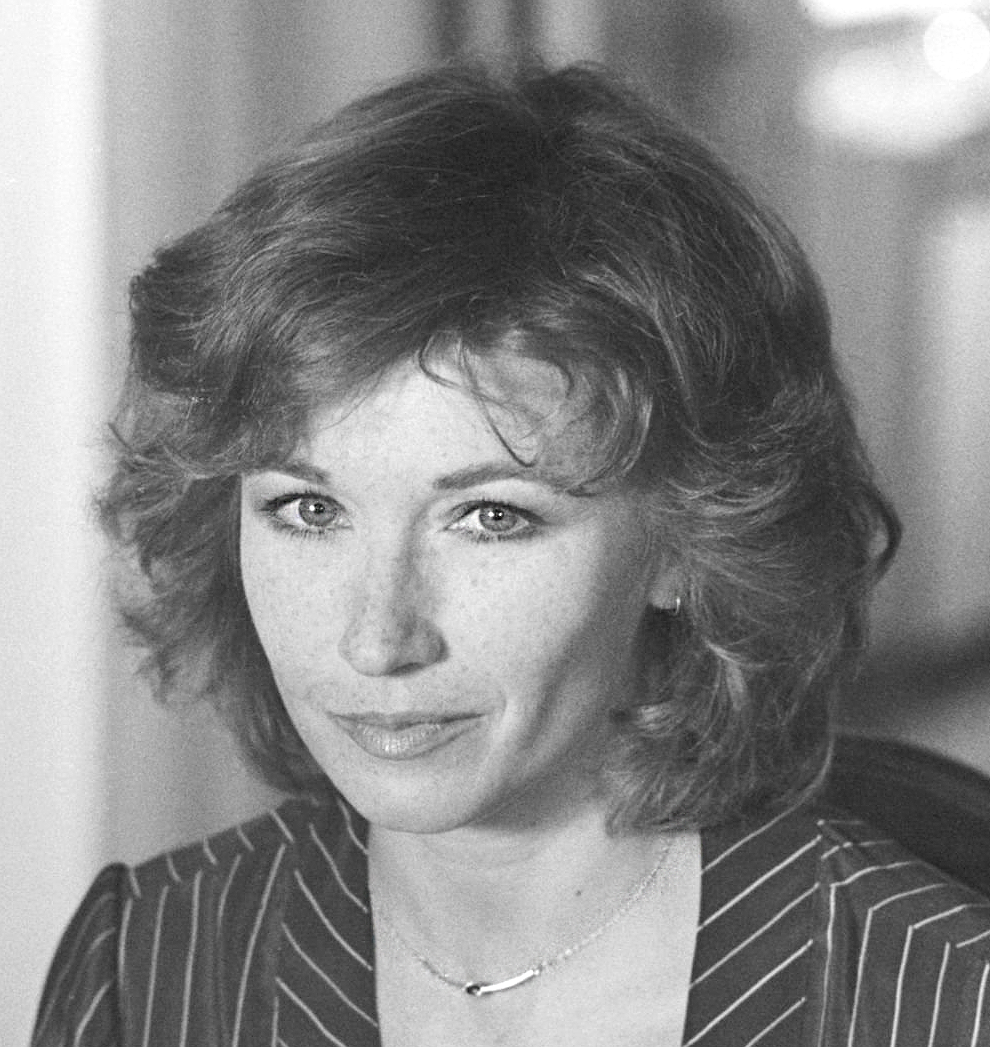
V roce 1978

V roce 1963 debutovala jakožto divadelní herečka po boku svého učitele Yvese Montanda ve hře Tisíc klaunů v Théâtre Montparnasse. Pro francouzský film ji objevil režisér Jean-Luc Godard. Ve filmu debutovala v roce 1966 v hlavní roli snímku Mužský rod, ženský rod (Masculin féminin). Její jemný půvab, pihovatá tvář a rusé vlasy spolu s jemným a neokázalým civilním herectvím způsobily, že začala pak být obsazována do mnoha dalších filmů. Zpočátku hrála zejména v kriminálních filmech a thrillerech, např. Masakr v Římě (Massacre in Rome), Válka policajtů (La guerre des polices), Špinavá záležitost (Une sale affaire), a před kamerou se setkala například s Linem Venturou nebo Jean-Paulem Belmondem, s nímž si v roce 1967 zahrála po boku Geneviève Bujold ve filmu Louise Mallea Zloděj z Paříže (Le Voleur). K jejím nejznámějším filmovým úspěchům patří role policistky ve filmu režiséra José Giovanniho Poslední adresa (Dernier domicile connu) a role vyděšené vražedkyně v psychologickém thrilleru René Clémenta Cestující v dešti (Le passager de la pluie). 
Jobert spolupracovala mimo jiné s filmovými režiséry Philippem de Brocou, Claudem Chabrolem, Robertem Enrico a Claudem Lelouchem. V 70. letech se také podílela na produkci některých filmů se svou vlastní společností MJ , např. komedie Juliette a Juliette (Juliette et Juliette) s Annie Girardot z roku 1974 a Ne tak zlý (Pas si méchant que ça) s Gérardem Depardieu. Později začala být obsazována i do jemnějších melodramat, z nichž vyniká zejména snímek Nahá láska (L'Amour nu) z roku 1981, kde si zahrála tlumočnici Claire, která se musí vyrovnat s odstraněním prsu. Pro snímek Jezdci bouřky (Les cavaliers de l'orage) také sama otextovala a nazpívala úvodní píseň.
Paralelně s filmovou kariérou slavila opakované úspěchy i v televizi a stala se jednou z nejoblíbenějších francouzských hereček. V roce 1980 na čas přerušila hereckou kariéru, když se jí ve vztahu s Walterem Greenem narodila dvojčata Eva a Joy. Dcera Eva Greenová se dala také na hereckou dráhu.
Kromě své výtvarné a herecké činnosti činnosti je také uznávanou spisovatelkou knih pro děti. Známá je také jako příležitostná zpěvačka a písňová textařka. Vydala album Věčná je potřeba lásky (Tout pour se plaire), na kterém otextovala všechny písně.
V roce 2007 obdržela čestnou cenu César za celoživotní přínos francouzské kinematografii.

## Filmografie (výběr)
- 1966: Mužský rod, ženský rod (Masculin, féminin: 15 faits précis), režie Jean-Luc Godard
- 1967: Alexandre le bienheureux (Alexandre le bienheureux), režie Yves Robert
- 1967: Zloděj z Paříže (Le Voleur), režie Louis Malle
- 1968: Nepřemožitelná Leontýna (Faut pas prendre les enfants du bon Dieu pour des canards sauvages), režie Michel Audiard
- 1970: Cestující v dešti (Le Passager de la pluie), režie René Clément
- 1970: Poslední adresa (Dernier domicile connu), režie José Giovanni
- 1971: Deset strašných dní (La Décade prodigieuse), režie Claude Chabrol
- 1971: Manželé z roku II (Les Mariés de l'an II), režie Jean-Paul Rappeneau
- 1971: Vzali nohy na ramena (La Poudre d'escampette), režie Philippe de Broca
- 1972: Nous ne vieillirons pas ensemble (Nous ne vieillirons pas ensemble), režie Maurice Pialat
- 1974: Juliette a Juliette (Juliette et Juliette), režie Jean Collomb
- 1974: Le Secret (Le Secret), režie Robert Enrico
- 1974: Ne tak zlý (Pas si méchant que ça), režie Claude Goretta
- 1975: Bláznivá na zabití (Folle à tuer), režie Yves Boisset
- 1976: Dobrák a zlí lidé (Le Bon et les méchants), režie Claude Lelouch
- 1977: Smolařka Julie (Julie pot de colle), režie Philippe de Broca
- 1977: L'Imprécateur (L'Imprécateur), režie Jean-Louis Bertuccelli
- 1978: Jdi za mámou, táta pracuje (Va voir maman, papa travaille), režie François Leterrier
- 1979: Válka policajtů (La Guerre des polices), režie Robin Davis
- 1981: Nahá láska (L'Amour nu), režie Yannick Bellon
- 1981: Špinavá záležitost (Une sale affaire), režie Alain Bonnot
- 1984: Les Cavaliers de l'orage (Les Cavaliers de l'orage), režie Gérard Vergez
- 1984: Vzpomínky vzpomínky (Souvenirs souvenirs), režie Ariel Zeitoun
- 1989: Čápi mají svoji hlavu (Les Cigognes n'en font qu'à leur tête), režie Didier Kaminka